# Coppa panamericana maschile under 21 di pallavolo 2023
La Coppa panamericana di pallavolo maschile under 21 2023 si è svolta dal 5 al 10 giugno 2023 a L'Avana, a Cuba: al torneo hanno partecipato otto squadre nazionali under 21 nordamericane e sudamericane e la vittoria finale è andata per la seconda volta a Cuba.

## Impianti
|                                                                                      |  |  |
|                                                                                      |  |  |
| Coliseo de la Ciudad Deportiva Città: L'Avana Capienza: 15 000 Anno d'apertura: 1958 |  |  |

## Regolamento

### Formula
Le squadre hanno disputato una prima fase a gironi con formula del girone all'italiana; al termine della prima fase:
- Le prime due classificate di ciascun girone hanno acceduto alla fase finale per il primo posto, strutturata in quarti di finale, a cui hanno partecipato solo le seconde e le terze classificate, semifinali, finale per il terzo posto e finale.
- Le due eliminate ai quarti di finale e le quarte classificate di ciascun girone hanno acceduto alle semifinali per il quinto posto.

### Criteri di classifica
Se il risultato finale è stato di 3-0 sono stati assegnati 5 punti alla squadra vincente e 0 a quella sconfitta, se il risultato finale è stato di 3-1 sono stati assegnati 4 punti alla squadra vincente e 1 a quella sconfitta, se il risultato finale è stato di 3-2 sono stati assegnati 3 punti alla squadra vincente e 2 a quella sconfitta.
L'ordine del posizionamento in classifica è stato definito in base a:
- Numero di partite vinte;
- Punti;
- Ratio dei set vinti/persi;
- Ratio dei punti realizzati/subiti;
- Risultati degli scontri diretti.

## Squadre partecipanti
| Squadra         | Qualificazione      | Ultima partecipazione |
| --------------- | ------------------- | --------------------- |
| Canada          | Ranking NORCECA     | Cuba 2022             |
| Cuba            | Paese organizzatore | Cuba 2022             |
| Guatemala       | Ranking NORCECA     | Canada 2017           |
| Haiti           | Ranking NORCECA     | Cuba 2022             |
| Nicaragua       | Ranking NORCECA     | Cuba 2022             |
| Porto Rico      | Ranking NORCECA     | Perù 2019             |
| Rep. Dominicana | Ranking NORCECA     | Cuba 2022             |
| Stati Uniti     | Ranking NORCECA     | Cuba 2022             |

## Torneo

### Fase a gironi
| Girone A        | Girone B    |
| --------------- | ----------- |
| Canada          | Cuba        |
| Haiti           | Guatemala   |
| Porto Rico      | Nicaragua   |
| Rep. Dominicana | Stati Uniti |

#### Girone A

##### Risultati
| 5 giugno 2023 Coliseo de la Ciudad Deportiva, L'Avana Durata: 1h:17 - Spettatori: 150 | Rep. Dominicana | 3 - 0 | Haiti           | 25-13, 25-23, 25-22               |
| 5 giugno 2023 Coliseo de la Ciudad Deportiva, L'Avana Durata: 3h:03 - Spettatori: 250 | Canada          | 3 - 2 | Porto Rico      | 26-28, 27-23, 22-25, 25-19, 19-17 |
| 6 giugno 2023 Coliseo de la Ciudad Deportiva, L'Avana Durata: 1h:18 - Spettatori: 100 | Canada          | 3 - 0 | Haiti           | 25-19, 25-17, 25-20               |
| 6 giugno 2023 Coliseo de la Ciudad Deportiva, L'Avana Durata: 1h:11 - Spettatori: 100 | Rep. Dominicana | 0 - 3 | Porto Rico      | 10-25, 20-25, 16-25               |
| 7 giugno 2023 Coliseo de la Ciudad Deportiva, L'Avana Durata: 1h:26 - Spettatori: 100 | Haiti           | 0 - 3 | Porto Rico      | 23-25, 12-25, 15-25               |
| 7 giugno 2023 Coliseo de la Ciudad Deportiva, L'Avana Durata: 1h:19 - Spettatori: 100 | Canada          | 3 - 0 | Rep. Dominicana | 25-17, 25-14, 25-22               |

##### Classifica
| Pos. | Squadra         | Pt | G | V | P | SV | SP | Ratio | PF  | PS  | Ratio |
| ---- | --------------- | -- | - | - | - | -- | -- | ----- | --- | --- | ----- |
| 1    | Canada          | 13 | 3 | 3 | 0 | 9  | 2  | 4,500 | 269 | 223 | 1,206 |
| 2    | Porto Rico      | 12 | 3 | 1 | 2 | 8  | 3  | 2,666 | 264 | 215 | 1,227 |
| 3    | Rep. Dominicana | 5  | 3 | 1 | 2 | 3  | 6  | 0,500 | 174 | 208 | 0,836 |
| 4    | Haiti           | 0  | 3 | 1 | 2 | 0  | 9  | 0,000 | 164 | 225 | 0,728 |

      Qualificata alle semifinali per il primo posto.
      Qualificata ai quarti di finale per il primo posto.
      Qualificata alle semifinali per il quinto posto.

#### Girone B

##### Risultati
| 5 giugno 2023 Coliseo de la Ciudad Deportiva, L'Avana Durata: 1h:14 - Spettatori: 100 | Stati Uniti | 3 - 0 | Nicaragua   | 25-15, 25-14, 25-8                |
| 5 giugno 2023 Coliseo de la Ciudad Deportiva, L'Avana Durata: 1h:07 - Spettatori: 150 | Cuba        | 3 - 0 | Guatemala   | 25-12, 25-18, 25-14               |
| 6 giugno 2023 Coliseo de la Ciudad Deportiva, L'Avana Durata: 1h:32 - Spettatori: 100 | Stati Uniti | 3 - 0 | Guatemala   | 32-30, 27-25, 25-21               |
| 6 giugno 2023 Coliseo de la Ciudad Deportiva, L'Avana Durata: 1h:05 - Spettatori: 200 | Cuba        | 3 - 0 | Nicaragua   | 25-16, 25-11, 25-16               |
| 7 giugno 2023 Coliseo de la Ciudad Deportiva, L'Avana Durata: 1h:22 - Spettatori: 100 | Nicaragua   | 3 - 0 | Guatemala   | 25-23, 25-24, 25-15               |
| 7 giugno 2023 Coliseo de la Ciudad Deportiva, L'Avana Durata: 2h:03 - Spettatori: 300 | Cuba        | 3 - 2 | Stati Uniti | 22-25, 25-22, 25-22, 21-25, 15-11 |

##### Classifica
| Pos. | Squadra     | Pt | G | V | P | SV | SP | Ratio | PF  | PS  | Ratio |
| ---- | ----------- | -- | - | - | - | -- | -- | ----- | --- | --- | ----- |
| 1    | Cuba        | 13 | 3 | 3 | 0 | 9  | 2  | 4,500 | 258 | 192 | 1,343 |
| 2    | Stati Uniti | 12 | 3 | 2 | 1 | 8  | 3  | 2,666 | 264 | 221 | 1,194 |
| 3    | Nicaragua   | 5  | 3 | 1 | 2 | 3  | 6  | 0,500 | 156 | 212 | 0,735 |
| 4    | Guatemala   | 0  | 3 | 0 | 3 | 0  | 9  | 0,000 | 182 | 235 | 0,774 |

      Qualificata alle semifinali per il primo posto.
      Qualificata ai quarti di finale per il primo posto.
      Qualificata alle semifinali per il quinto posto.

### Fase finale

#### Finali 1º e 3º posto
|  | Quarti di finale | Quarti di finale | Quarti di finale |  |  | Semifinali | Semifinali  | Semifinali |      |   | Finale          | Finale          | Finale          |  |
|  |                  |                  |                  |  |  |            |             |            |      |   |                 |                 |                 |  |
|  |                  |                  |                  |  |  | 1A         | Canada      | 1          |      |   |                 |                 |                 |  |
|  | 2B               | Stati Uniti      | 3                |  |  | 2B         | Stati Uniti | 3          |      |   |                 |                 |                 |  |
|  | 3A               | Rep. Dominicana  | 1                |  |  |            |             |            |      |   | 2B              | Stati Uniti     | 2               |  |
|  |                  |                  |                  |  |  |            |             | 1B         | Cuba | 3 |                 |                 |                 |  |
|  |                  |                  |                  |  |  | 1B         | Cuba        | 3          |      |   |                 |                 |                 |  |
|  | 2A               | Porto Rico       | 3                |  |  | 2A         | Porto Rico  | 0          |      |   |                 |                 |                 |  |
|  | 3B               | Nicaragua        | 0                |  |  |            |             |            |      |   | Finale 3º posto | Finale 3º posto | Finale 3º posto |  |
|  |                  |                  |                  |  |  |            |             |            |      |   |                 |                 |                 |  |
|  |                  |                  |                  |  |  |            |             |            |      |   | 2A              | Porto Rico      | 1               |  |
|  |                  |                  |                  |  |  |            |             |            |      |   | 1A              | Canada          | 3               |  |

##### Quarti di finale
| 8 giugno 2023 Coliseo de la Ciudad Deportiva, L'Avana Durata: 1h:28 - Spettatori: 100 | Stati Uniti | 3 - 1 | Rep. Dominicana | 22-25, 25-19, 25-15, 25-10 |
| 8 giugno 2023 Coliseo de la Ciudad Deportiva, L'Avana Durata: 1h:22 - Spettatori: 100 | Porto Rico  | 3 - 0 | Nicaragua       | 25-19, 25-15, 25-21        |

##### Semifinali
| 9 giugno 2023 Coliseo de la Ciudad Deportiva, L'Avana Durata: 1h:17 - Spettatori: 300 | Cuba   | 3 - 0 | Porto Rico  | 25-20, 25-14, 25-21        |
| 9 giugno 2023 Coliseo de la Ciudad Deportiva, L'Avana Durata: 1h:45 - Spettatori: 150 | Canada | 1 - 3 | Stati Uniti | 17-25, 21-25, 25-21, 16-25 |

##### Finale 3º posto
| 10 giugno 2023 Coliseo de la Ciudad Deportiva, L'Avana Durata: 1h:48 - Spettatori: 1 000 | Porto Rico | 1 - 3 | Canada | 15-25, 21-25, 25-21, 16-25 |

##### Finale
| 10 giugno 2023 Coliseo de la Ciudad Deportiva, L'Avana Durata: 2h:16 - Spettatori: 2 000 | Cuba | 3 - 2 | Stati Uniti | 21-25, 21-25, 30-28, 25-15, 15-11 |

#### Finali 5º e 7º posto
|  | semifinali      | semifinali      | semifinali |           |                 | finale 5º posto | finale 5º posto | finale 5º posto |  |
|  |                 |                 |            |           |                 |                 |                 |                 |  |
|  | Guatemala       | Guatemala       | 0          |           |                 |                 |                 |                 |  |
|  | Guatemala       | Guatemala       | 0          |           |                 |                 |                 |                 |  |
|  | Rep. Dominicana | Rep. Dominicana | 3          |           |                 |                 |                 |                 |  |
|  | Rep. Dominicana | Rep. Dominicana | 3          |           | Rep. Dominicana | Rep. Dominicana | 2               |                 |  |
|  |                 |                 |            |           | Rep. Dominicana | Rep. Dominicana | 2               |                 |  |
|  |                 |                 | Nicaragua  | Nicaragua | 3               |                 |                 |                 |  |
|  | Haiti           | Haiti           | Nicaragua  | Nicaragua | 3               | 2               |                 |                 |  |
|  | Haiti           | Haiti           |            |           |                 | 2               |                 |                 |  |
|  | Nicaragua       | Nicaragua       | 3          |           |                 | finale 7º posto | finale 7º posto | finale 7º posto |  |
|  | Nicaragua       | Nicaragua       | 3          |           |                 |                 |                 |                 |  |
|  |                 |                 |            |           |                 |                 |                 |                 |  |
|  |                 |                 |            |           |                 | Guatemala       | Guatemala       | 3               |  |
|  |                 |                 |            |           |                 | Guatemala       | Guatemala       | 3               |  |
|  |                 |                 |            |           |                 | Haiti           | Haiti           | 2               |  |

##### Semifinali
| 9 giugno 2023 Coliseo de la Ciudad Deportiva, L'Avana Durata: 1h:17 - Spettatori: 100 | Guatemala | 0 - 3 | Rep. Dominicana | 21-25, 22--25, 23-25              |
| 9 giugno 2023 Coliseo de la Ciudad Deportiva, L'Avana Durata: 1h:59 - Spettatori: 150 | Haiti     | 2 - 3 | Nicaragua       | 23-25, 25-22, 14-25, 25-21, 11-15 |

##### Finale 7º posto
| 10 giugno 2023 Coliseo de la Ciudad Deportiva, L'Avana Durata: 1h:58 - Spettatori: 100 | Guatemala | 3 - 2 | Haiti | 25-21, 22-25, 14-25, 25-23, 15-11 |

##### Finale 5º posto
| 10 giugno 2023 Coliseo de la Ciudad Deportiva, L'Avana Durata: 2h:08 - Spettatori: 200 | Rep. Dominicana | 2 - 3 | Nicaragua | 25-27, 25-18, 31-29, 22-25, 21-23 |

## Classifica finale
| Pos     | Squadra         | Rosa |
| ------- | --------------- | --- |
| Oro     | Cuba            | Formazione: 3 Wilson, 4 Camino, 5 Iglesias, 6 Y. González, 7 Ricardo, 9 A. González, 12 Gómez, 15 Morejón, 17 Contreras, 18 Flaquet, 20 Rodríguez, 21 Massó, CT: Cruz     |
| Argento | Stati Uniti     | Formazione: 1 Merk, 4 Hillis, 7 Dyer, 8 Teune, 10 Morgan, 13 Wetzel, 16 Omene, 17 Moser, 19 Bruening, 22 Rose, 23 Rottman, 24 Wong Diallo, CT: Read                       |
| Bronzo  | Canada          | Formazione: 1 Mills, 2 S. Ludwig, 3 Rugosi, 4 M. Greves, 6 Cota, 7 Schmidt, 10 Mamer, 11 Schoenherr, 12 Gingera, 13 Sargent, 17 Cooney, 18 Dueck, CT: A. Ludwig           |
| 4       | Porto Rico      | Formazione: 1 Ellis, 2 Albaladejo, 3 Vargas, 4 Huyke, 5 W. Rodríguez, 6 Torres, 7 Feliciano, 8 Meléndez, 9 Vélez, 11 Colón, 12 Rosado, 13 Figueroa, CT: J.C. Rodríguez    |
| 5       | Nicaragua       | Formazione: 1 Cruz, 3 Hernández, 5 Pacheco, 6 C. Castillo, 7 León, 8 Guadamuz, 9 Espinoza, 10 Blandón, 12 Palacios, 13 Solís, 14 J. Castillo, 17 Navas, CT: Mena          |
| 6       | Rep. Dominicana | Formazione: 1 Figueroa, 2 Andújar, 3 Tavárez, 4 Pichardo, 5 Zapata, 6 Mesa, 8 Ortiz, 9 Gómez, 12 de Jesús, 13 Molina, 14 Antigua, 15 Ramírez, CT: Mañón                   |
| 7       | Guatemala       | Formazione: 1 Villatoro, 2 Rivas, 3 Recinos, 4 Zavala, 6 González, 9 Delgado, 10 Mendoza, 12 Molina, 13 Wandel, 14 Mendizabal, 16 Echeverria, 19 Hernández, CT: Castañeda |
| 8       | Haiti           | Formazione: 1 Estinor, 2 Valcourt, 3 Alvarese, 4 Antoine, 5 Mompremier, 6 Maurice, 7 Decilien, 8 Dieulengy, 9 Pierre, 10 Alcinor, 11 Beauvoir, 12 Sénat, CT: Siecle       |

## Premi individuali
| Premio                | Nome               | Squadra         |
| --------------------- | ------------------ | --------------- |
| MVP                   | Alejandro González | Cuba            |
| Miglior realizzatore  | Ronny Molina       | Rep. Dominicana |
| Miglior servizio      | Axel Meléndez      | Porto Rico      |
| Miglior difesa        | Juandel Mesa       | Rep. Dominicana |
| Miglior ricevitore    | Fernand Albaladejo | Porto Rico      |
| Miglior palleggiatore | Yonni Iglesias     | Cuba            |
| Miglior opposto       | Alejandro González | Cuba            |
| Miglior schiacciatore | Jacob Sargent      | Canada          |
| Miglior schiacciatore | José Gómez         | Cuba            |
| Miglior centrale      | Alexis Wilson      | Cuba            |
| Miglior centrale      | Jakdiel Contreras  | Cuba            |
| Miglior libero        | Juandel Mesa       | Rep. Dominicana |